# 安德雷·基斯卡
安德雷·基斯卡（發音：[ˈandrej ˈkiska]；1963年2月2日—），斯洛伐克的企業家、慈善家和政治家。作為一個無黨派人士，他參選了2014年斯洛伐克總統選舉，成功擊敗了時任總理罗贝尔特·菲佐，接替伊萬·加什帕羅維奇成為第四任斯洛伐克總統。

## 简介
基斯卡生于波普拉德，取得电机工程学位。在天鹅绒革命之后，他于1990年移民美国。后来创建总部位于斯洛伐克的两家租购公司 Triangel 和 Quatro。
2006年，基斯卡创建了非赢利慈善组织Dobrý anjel（英文之意 Good Angel），以帮助那些遭受严重疾病（如癌症）的困难家庭。截至2014年，有超过14万人从该组织获益。
基斯卡支持科索沃独立并成为一个主权国家。
他妻子是Martina Kisková，两人育有四名子女。

## 当选总统
在2014年3月15日举行的第一轮选举中，他赢得24%的选票，对手罗伯特·菲佐获得28.2%的支持。在3月29日举办的第二轮投票中，他赢得59.38%的支持（130.7万张选票），于2014年6月15日正式就任。
2018年5月15日，基斯卡在新闻发布会上公开宣布不会竞选连任。他提到，他希望多花时间陪家人。2019年斯洛伐克总统选举中，基斯卡公开支持苏珊娜·查普托娃。